# می‌دی (فیلم ۲۰۰۵)
مِی‌دِی یا پیام اضطراری (به انگلیسی: Mayday) یک تله‌فیلم آمریکایی دلهره‌آور که در سال ۲۰۰۵ منتشر شد. این فیلم بر اساس رمانی از توماس بلاک، نویسندهٔ آمریکایی ساخته شده است.

## داستان
یک جت مسافربری مافوق صوت پیشرفته از سان فرانسیسکو به توکیو پرواز می‌کند. در ۱۲ مایلی (۱۹ کیلومتری) بالای اقیانوس آرام، پرواز ۵۲ اقیانوس آرام توسط یک موشک نادرست نیروی دریایی ایالات متحده مورد اصابت قرار می‌گیرد که هواپیما را فلج می‌کند. این موشک خدمه پرواز را کشته و تقریباً همه خدمه دیگر و بیشتر مسافران را کشته، نزدیک به مرگ یا از نظر روانی آشفته کرده است.

## تولید
فیلمبرداری از ۹ ژوئیه ۲۰۰۵ انجام شد و فیلمبرداری در ۶ اوت ۲۰۰۵ به پایان رسید.